# Protozoologia

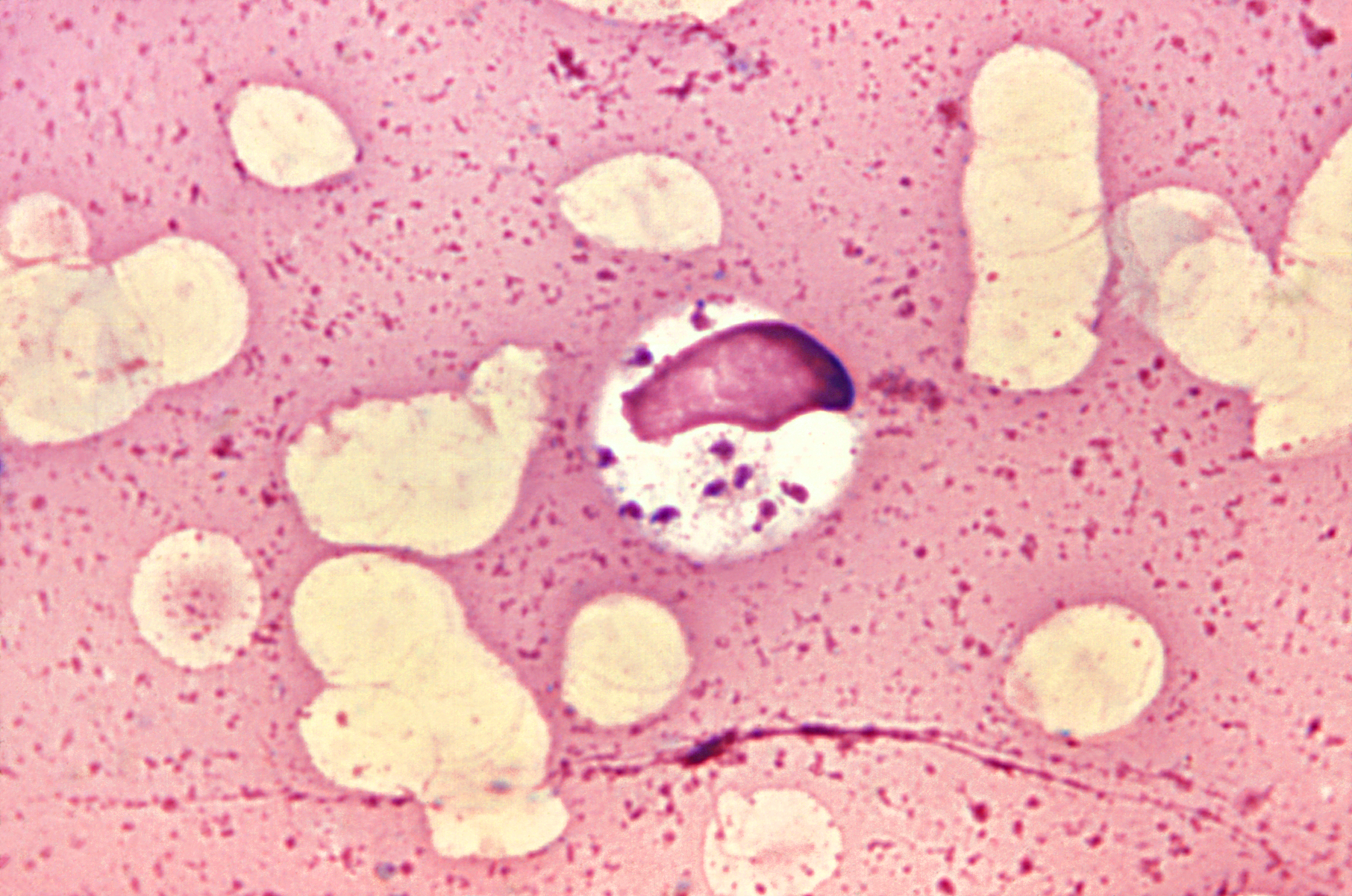
Pierwotniak Leishmania

Protozoologia – przestarzały termin dziedziny naukowej zajmującej się pierwotniakami, obecnie eukarionty.
Rozwój protozoologii został zapoczątkowany wraz z wynalezieniem mikroskopu, a do rozwoju tej nauki przyczyniło się jego udoskonalenie w 2. połowie XVII w. przez A. van Leeuwenhoeka, który też rozpoczął obserwację pierwotniaków.